# 3000 متر موانع في الألعاب الأولمبية الصيفية 2012 - رجال
أقيم نهائي 3000 متر موانع رجال في الألعاب الأولمبية الصيفية 2012 يوم 5 أغسطس بالملعب الأولمبي بلندن
الحد الأدنى المؤهل للأولمبيات هو 8د 23ث 10 بالنسبة للحد (أ)، و8د 32ث 00 بالنسبة للحد (ب)

## الرقم القياسي
الرقم القياسي العالمي والأولمبي للفعالية قبل الألعاب الأولمبية :
| الرقم القياسي العالمي  | 7د 53ث 63 | سيف سعيد شاهين قطر   | 3 نونبر 2004  | بروكسيل |
| الرقم القياسي الأولمبي | 8د 5ث 51  | جولويس كاريوكي كينيا | 30 نونبر 1986 | سيول    |

## المتوجون بالميدالية
| الذهبية             | الفضية                 | البرونزية         |
| ايزكيل كيمبوي كينيا | محيي الدين مخيسي فرنسا | ابيل كيبروب كينيا |

## وصلات خارجية
- الفعالية على موقع الألعاب الأولمبية 2012